# کولونیو مونتززه
کولونیو مونتززه (به ایتالیایی: Cologno Monzese) یک کومونه در ایتالیا است که در استان میلان واقع شده‌است.

## خصوصیات
کولونیو مونتززه ۸٫۴۶ کیلومترمربع مساحت و ۴۷٬۸۷۴ نفر جمعیت دارد و ۱۳۴ متر بالاتر از سطح دریا واقع شده‌است.